# Chloroclysta buzurga
Chloroclysta buzurga är en fjärilsart som beskrevs av Edward P. Wiltshire 1970. Chloroclysta buzurga ingår i släktet Chloroclysta och familjen mätare. Inga underarter finns listade i Catalogue of Life.